# Bockenem
Bockenem es un municipio situado en el distrito de Hildesheim, en el estado federado de Baja Sajonia (Alemania), a una altitud de 100 metros. Su población a finales de 2016 era de unos 9900 habitantes y su densidad poblacional, 90 hab/km².
Se encuentra ubicado a poca distancia al sur de la ciudad de Hannover y al oeste de Salzgitter.